# Temnothorax dashu
Temnothorax dashu (лат.) — вид мелких муравьёв рода Temnothorax из подсемейства мирмицины (Formicidae). Встречается в Китае.

## Этимология
Видовое название T. dashu происходит от слова «Dàshǔ» (大暑, «дашю», «большая жара»), обозначающего один из 24 сроков (знаков зодиака) традиционного Китайского солнечного календаря (знак Лев, с 23 июля).

## Распространение и экология
Китай: Юньнань, Тибетский автономный район. Этот вид обитает в альпийских лесах из рододендрона (Rhododendron), Quercus semecarpifolia и сосны густой (Pinus densata) на высоте 2510—3250 м, фуражирует на земле и гнездится под камнями.

## Описание
Мелкие муравьи (около 3 мм), основная окраска тела желтовато-коричневая. Новый вид сходен с T. yushui, но отличается тем, что у нового вида верхняя поверхность головы крупно сетчатая в центральной части, бока мезосомы крупно сетчатые, постеродорсальный угол проподеума прямо отогнут, а цвет тела коричневый; у T. yushui верхняя поверхность головы густо сетчатая с рыхлыми продольными бороздками в центральной части, бока мезосомы мелко сетчатые, постеродорсальный угол проподеума тупо отогнут, цвет тела светло-жёлтый. Новый вид также сходен с T. liqiu, но отличается тем, что у нового вида заднедорсальный угол проподеума тупо отогнут, явно короче их базальной ширины, дорсум головы сильно сетчатый сзади, пронотальные бока слабо сетчатые; у T. liqiu заднедорсальный угол проподеума зубчатый, слабо длиннее их базальной ширины, дорсум головы слабо сетчатый сзади, пронотальные бока густо сетчатые. Брюшко гладкое и блестящее. Усики 12-члениковые. Вид был впервые описан в 2024 году китайскими мирмекологами Yu-Han Qian и Zheng-Hui Xu (Southwest Forestry University, Куньмин, Юньнань) по типовым материалам из Китая.

### Комментарии
1. ↑  В западном календаре это соответствует первой половине зодиакального знака Лев (с 23 июля), а в переводе означает «большая жара». Второй половине соответствует Lìqiū и назван вид Temnothorax liqiu.